# Умм-Саїд (муніципалітет)
Баладіят Умм-Саїд (араб. مسيعيد, англ. Mesaieed) — адміністративна одиниця у складі Катару. Адміністративний центр — місто Умм-Саїд. На території в 154,7  км² проживає  — 35 150 катарців. З 2004 року приєднано до баладіяту Ель-Вакра.

## Розташування
Баладіят Умм-Саїд лежить в східній частині Катару, на узбережжі Перської затоки межує:
- з півночі, заходу, півдня  — з баладіятом Ель-Вакра;

## Історія
Ця невеличка південно-східна місцина Катару була майже незаселеною, лише на початку ХХ-го століття глибока затока, яка сприяла мореплавству, а за ним і торгівлі, привернула увагу сотню катарців — тубільці оселились вздовж узбережжя і займалася рибальством, видобутком перлів та торгівлею.
У середині ХХ століття сановники Катару поставили за мету впорядкувати свої уділи адміністративно, тоді вони створили на базі історичних центрів держави кілька адміністративних одиниць і закріпили це в законі № 11 від 1963 року. Саме в цей час почала розвиватися відома катарська нафтова компанія
«Qatar Petroleum» (в числі засновників якої був і шейх Катару), керівники компанії звернулися з проханням надати їм територію для створення економічно-промислової зони, щоб забезпечити якісний видобуток і транспортування нафти із щойно відкритого родовища. Тому, у 1972 році, Шейх Мохаммед бін Джабер Аль Тані підписуючи законопроєкт № 19, яким розмежував кілька баладіятів, серед яких, був і Умм-Саїд (містечко нафтовиків «Qatar Petroleum»).

## Населення і поселення
Від часів свого заснування цей малорозвинутий баладіят не був важливим, лише з початку ХХІ століття Умм-Саїд почала динамічно розвиватися, від 5 000 катарців у 1960-х роках до майже 35 150 жителів у 2010 році. Більшість його мешканців — емігранти, які працюють на нафтогазових промислах та невеличка кількість самих катарців (зазвичай на керівних посадах).
Загалом баладіят Умм-Саїд є міським утворенням, і чіткого розділу на зони не існує, оскільки вони відповідають промисловим зонам міста:

## Економіка
Баладіят Умм-Саїд, як віддалений від столиці країни приречений був стати малорозвинутою територією, що й тривало багато століть до того. Але відкриття в його надрах величезного родовища нафти, призвело до економічного зростання Катару. Тоді ж на території баладіяту Умм-Саїд компанія «Qatar Petroleum» почала розвивати нафтогазовий промисел, зокрема його обслуговування: побудувавши термінал для зберігання нафти, та поглибивши морську гавань для заходу великих танкерів — регіон почав розвиватися прискореними темпами. Постало питання будівництва промислових, оброблювальних та житлових об'єктів й інфраструктури. Саме надходження від нафтогазовидубувного комплексу становлять основну частину в бюджеті баладіяту.
Новим стимулом для розвитку місцевості планується його об'єднання з баладіятом Ель-Вакра (яке відбулося у 2004 році) та реалізація проєкту проведення Чемпіонату світу з футболу 2022 року. Урядовці планують до того часу налагодити як спортивний так і культурний відпочинок гостей і жителів баладіяту. Стадіон і відомі історичні пам'ятки — стануть візитівкою баладіяту Ель-Вакра, зокрема його частинки — Умм-Саїд.